# The Slaughterhouse
The Slaughterhouse is een album van de Amerikaanse artiest Prince, uitgebracht in 2004. Net zoals nog enkele van zijn albums, was het exclusief via zijn website, NPG Music Club, te verkrijgen.
Alle nummers waren in 2001 ook gratis voor leden van de NPG Music Club te downloaden, ook al hebben sommige nummers wel enkele muzikale en tekstuele veranderingen ondergaan. Het nummer 2045: Radical Man komt ook voor op de soundtrack van de Spike Lee film Bamboozled uit 2000. De titel van het album komt van de beginregel van het openingsnummer Silicon.

## Nummers
| 01. | Silicon                               | 4:14 |
| 02. | S & M Groove                          | 5:09 |
| 03. | Y Should I Do That When I Can Do This | 3:43 |
| 04. | Golden Parachute                      | 5:37 |
| 05. | Hypnoparadise                         | 6:05 |
| 06. | Props n' Pounds                       | 4:38 |
| 07. | Northside                             | 6:34 |
| 08. | Peace                                 | 5:35 |
| 09. | 2045: Radical Man                     | 6:37 |
| 10. | The Daisy Chain                       | 6:13 |

## Singles
Er zijn geen singles van het album in de winkels verschenen. Peace en The Daisy Chain zijn echter wel gelimiteerd tijdens de Hit & Run Tour in 2001 op cd-single uitgebracht.